# División Profesional
La División Profesional,  conosciuta anche come División de Honor, è la massima serie del campionato paraguaiano di calcio. È anche nota, per ragioni di sponsorizzazione, con il nome Copa TIGO; annovera 12 squadre.
Nel 2020 il campionato paraguaiano si è posizionato all'8º posto della classifica mondiale dei campionati stilata annualmente dall'IFFHS e al 2º posto a livello continentale.

## Storia
La prima partita di Liga Paraguaya si disputò su iniziativa del direttore di El Diario Adolfo Riquelme, che il 18 giugno 1906 promosse l'incontro tra i rappresentanti dei cinque club calcistici all'epoca attivi nel paese: Olimpia, Guaraní, Libertad, General Díaz e Nacional. I cinque club diedero vita alla Liga Paraguaya de Fútbol, oggi Asociación Paraguaya de Fútbol. Artefici di quella nascita furono William Paats e Junio Godoy (Olimpia), Ramón Caballero, Manuel Bella e Salvador Melián (Guaraní), Juan Escalada (Libertad), César Urdapilleta (General Díaz) e Vicente Gadea (Nacional). La prima squadra a laurearsi campione fu, nel 1906, il Guaraní, che superò in finale l'Olimpia.
La federcalcio paraguaiana si affiliò alla CONMEBOL nel 1921 e alla FIFA quattro anni più tardi. L'era professionistica iniziò nel 1941.
Ne 1991 la federcalcio locale cambiò la propria denominazione da Liga Paraguaya del Fútbol ad Asociacion Paraguaya de Fútbol.

## Squadre partecipanti
Stagione 2022.
| Squadra                 | Allenatore           | Città                | Stadio               | Capienza |
| ----------------------- | -------------------- | -------------------- | -------------------- | -------- |
| 12 de Octubre           | Pedro Sarabia        | Itauguá              | Luis Alberto Salinas | 10 000   |
| Cerro Porteño           | Francisco Arce       | Asunción             | General Pablo Rojas  | 45 000   |
| General Caballero (JLM) | Gustavo Bobadilla    | Juan León Mallorquín | Ka'arendy            | 3 000    |
| Guaireña                | Troadio Duarte       | Villarrica           | Parque del Guairá    | 12 000   |
| Guaraní                 | Fernando Jubero      | Asunción             | Rogelio Livieres     | 6 000    |
| Libertad                | Daniel Garnero       | Asunción             | Dr. Nicolás Leoz     | 10 000   |
| Nacional                | Hernán Rodrigo López | Asunción             | Arsenio Erico        | 4 000    |
| Olimpia                 | Julio César Cáceres  | Asunción             | Manuel Ferreira      | 25 000   |
| Resistencia             | Roberto Torres       | Asunción             | Tomás Beggan Correa  | 3 500    |
| Sol de América          | Juan Pablo Pumpido   | Villa Elisa          | Luis Alfonso Giagni  | 11 000   |
| Sportivo Ameliano       | Humberto García      | Asunción             | José Tomás Silva     | 800      |
| Tacuary                 | Daniel Lanata        | Asunción             | Toribio Vargas       | 3 000    |

## Albo d'oro

### Epoca dilettantistica
| Anno | Campione      | Secondo classificato       |               |
| ---- | ------------- | -------------------------- | ------------- |
| 1906 | Guaraní       | Olimpia                    |               |
| 1907 | Guaraní       | Olimpia                    |               |
| 1908 | non assegnato | non assegnato              | non assegnato |
| 1909 | Nacional      | Libertad                   |               |
| 1910 | Libertad      | Atlántida                  |               |
| 1911 | Nacional      | Atlántida                  |               |
| 1912 | Olimpia       | Sol de América             |               |
| 1913 | Cerro Porteño | Sol de América             |               |
| 1914 | Olimpia       | Cerro Porteño              |               |
| 1915 | Cerro Porteño | Olimpia                    |               |
| 1916 | Olimpia       | Guaraní                    |               |
| 1917 | Libertad      | Olimpia                    |               |
| 1918 | Cerro Porteño | Nacional                   |               |
| 1919 | Cerro Porteño | River Plate                |               |
| 1920 | Libertad      | Olimpia                    |               |
| 1921 | Guaraní       | Nacional                   |               |
| 1922 | non assegnato | non assegnato              | non assegnato |
| 1923 | Guaraní       | Olimpia                    |               |
| 1924 | Nacional      | Libertad                   |               |
| 1925 | Olimpia       | Guaraní                    |               |
| 1926 | Nacional      | River Plate Sol de América |               |
| 1927 | Olimpia       | Libertad Nacional          |               |
| 1928 | Olimpia       | Libertad                   |               |
| 1929 | Olimpia       | Libertad                   |               |
| 1930 | Libertad      | River Plate                |               |
| 1931 | Olimpia       | Libertad                   |               |
| 1932 | non assegnato | non assegnato              | non assegnato |
| 1933 | non assegnato | non assegnato              | non assegnato |
| 1934 | non assegnato | non assegnato              | non assegnato |

### Epoca professionistica
| Anno     | Campione         | Secondo classificato                 |
| -------- | ---------------- | ------------------------------------ |
| 1935     | Cerro Porteño    | Sol de América                       |
| 1936     | Olimpia          | Atlántida                            |
| 1937     | Olimpia          | Cerro Porteño                        |
| 1938     | Olimpia          | Cerro Porteño                        |
| 1939     | Cerro Porteño    | Olimpia                              |
| 1940     | Cerro Porteño    | Sol de América                       |
| 1941     | Cerro Porteño    | Olimpia                              |
| 1942     | Nacional         | Cerro Porteño                        |
| 1943     | Libertad         | Olimpia                              |
| 1944     | Cerro Porteño    | Libertad                             |
| 1945     | Libertad         | Cerro Porteño                        |
| 1946     | Nacional         | Sol de América                       |
| 1947     | Olimpia          | Guaraní                              |
| 1948     | Olimpia          | Cerro Porteño                        |
| 1949     | Guaraní          | Nacional                             |
| 1950     | Cerro Porteño    | Libertad                             |
| 1951     | Sp. Luqueño      | Cerro Porteño                        |
| 1952     | Presidente Hayes | Sol de América Libertad              |
| 1953     | Sp. Luqueño      | Cerro Porteño Libertad               |
| 1954     | Cerro Porteño    | Libertad                             |
| 1955     | Libertad         | Olimpia                              |
| 1956     | Olimpia          | Libertad                             |
| 1957     | Olimpia          | Cerro Porteño Sol de América Guaraní |
| 1958     | Olimpia          | Cerro Porteño                        |
| 1959     | Olimpia          | Cerro Porteño                        |
| 1960     | Olimpia          | Cerro Porteño                        |
| 1961     | Cerro Porteño    | Olimpia                              |
| 1962     | Olimpia          | Nacional                             |
| 1963     | Cerro Porteño    | Olimpia                              |
| 1964     | Guaraní          | Cerro Porteño Nacional               |
| 1965     | Olimpia          | Guaraní                              |
| 1966     | Cerro Porteño    | Guaraní                              |
| 1967     | Guaraní          | Libertad                             |
| 1968     | Olimpia          | Cerro Porteño                        |
| 1969     | Guaraní          | Olimpia                              |
| 1970     | Cerro Porteño    | Guaraní                              |
| 1971     | Olimpia          | Cerro Porteño                        |
| 1972     | Cerro Porteño    | Olimpia                              |
| 1973     | Cerro Porteño    | Olimpia                              |
| 1974     | Cerro Porteño    | Olimpia                              |
| 1975     | Olimpia          | Sp. Luqueño                          |
| 1976     | Libertad         | Cerro Porteño                        |
| 1977     | Cerro Porteño    | Libertad                             |
| 1978     | Olimpia          | Sol de América                       |
| 1979     | Olimpia          | Sol de América                       |
| 1980     | Olimpia          | Cerro Porteño                        |
| 1981     | Olimpia          | Sol de América                       |
| 1982     | Olimpia          | Nacional                             |
| 1983     | Olimpia          | Sp. Luqueño                          |
| 1984     | Guaraní          | Cerro Porteño                        |
| 1985     | Olimpia          | Nacional                             |
| 1986     | Sol de América   | Olimpia                              |
| 1987     | Cerro Porteño    | Olimpia                              |
| 1988     | Olimpia          | Sol de América                       |
| 1989     | Olimpia          | Guaraní                              |
| 1990     | Cerro Porteño    | Libertad                             |
| 1991     | Sol de América   | Cerro Porteño                        |
| 1992     | Cerro Porteño    | Libertad                             |
| 1993     | Olimpia          | Cerro Porteño                        |
| 1994     | Cerro Porteño    | Olimpia                              |
| 1995     | Olimpia          | Cerro Porteño                        |
| 1996     | Cerro Porteño    | Guaraní                              |
| 1997     | Olimpia          | Cerro Porteño                        |
| 1998     | Olimpia          | Cerro Porteño                        |
| 1999     | Olimpia          | Cerro Porteño                        |
| 2000     | Olimpia          | Guaraní                              |
| 2001     | Cerro Porteño    | Sp. Luqueño                          |
| 2002     | Libertad         | 12 de Octubre                        |
| 2003     | Libertad         | Guaraní                              |
| 2004     | Cerro Porteño    | Libertad                             |
| 2005     | Cerro Porteño    | Libertad                             |
| 2006     | Libertad         | Cerro Porteño                        |
| 2007     | Libertad         | Sp. Luqueño                          |
| 2008 [A] | Libertad         | Nacional                             |
| 2008 [C] | Libertad         | Guaraní                              |
| 2009 [A] | Cerro Porteño    | Libertad                             |
| 2009 [C] | Nacional         | Libertad                             |
| 2010 [A] | Guaraní          | Cerro Porteño                        |
| 2010 [C] | Libertad         | Cerro Porteño                        |
| 2011 [A] | Nacional         | Olimpia                              |
| 2011 [C] | Olimpia          | Cerro Porteño                        |
| 2012 [A] | Cerro Porteño    | Olimpia                              |
| 2012 [C] | Libertad         | Nacional                             |
| 2013 [A] | Nacional         | Guaraní                              |
| 2013 [C] | Cerro Porteño    | Libertad                             |
| 2014 [A] | Libertad         | Guaraní                              |
| 2014 [C] | Libertad         | Cerro Porteño                        |
| 2015 [A] | Cerro Porteño    | Guaraní                              |
| 2015 [C] | Olimpia          | Cerro Porteño                        |
| 2016 [A] | Libertad         | Olimpia                              |
| 2016 [C] | Guaraní          | Olimpia                              |
| 2017 [A] | Libertad         | Guaraní                              |
| 2017 [C] | Cerro Porteño    | Olimpia                              |
| 2018 [A] | Olimpia          | Cerro Porteño                        |
| 2018 [C] | Olimpia          | Cerro Porteño                        |
| 2019 [A] | Olimpia          | Cerro Porteño                        |
| 2019 [C] | Olimpia          | Libertad                             |
| 2020 [A] | Cerro Porteño    | Olimpia                              |
| 2020 [C] | Olimpia          | Guaraní                              |
| 2021 [A] | Libertad         | Olimpia                              |
| 2021 [C] | Cerro Porteño    | Guaraní                              |
| 2022 [A] | Libertad         | Cerro Porteño                        |
| 2022 [C] | Olimpia          | Cerro Porteño                        |
| 2023 [A] | Libertad         | Cerro Porteño                        |
| 2023 [C] | Libertad         | Cerro Porteño                        |
| 2024 [A] | Libertad         | Cerro Porteño                        |
| 2024 [C] | Olimpia          | Guaraní                              |
| 2025 [A] | Libertad         | Cerro Porteño                        |

## Vittorie per squadra
| Squadra          | Vittorie | Secondi posti |
| ---------------- | -------- | ------------- |
| Olimpia          | 47       | 26            |
| Cerro Porteño    | 34       | 39            |
| Libertad         | 26       | 22            |
| Guaraní          | 11       | 18            |
| Nacional         | 9        | 10            |
| Sol de América   | 2        | 12            |
| Sp. Luqueño      | 2        | 4             |
| Presidente Hayes | 1        | 0             |
| Atlántida        | 0        | 3             |
| River Plate      | 0        | 3             |
| 12 de Octubre    | 0        | 1             |

## Capocannonieri
| Stagione | Giocatore             | Squadra                | Reti |
| -------- | --------------------- | ---------------------- | ---- |
| 1935     | Pedro Osorio          | Cerro Porteño          | 18   |
| 1936     | Flaminio Silva        | Olimpia                | 34   |
| 1937     | Francisco Sosa        | Cerro Porteño          | 21   |
| 1938     | Martin Flor           | Cerro Porteño          | 17   |
| 1938     | Amado Salinas         | Libertad               | 17   |
| 1939     | Teofilo Salinas       | Libertad               | 28   |
| 1940     | José Vinsac           | Cerro Porteño          | 30   |
| 1941     | Benjamín Laterza      | Cerro Porteño          | 18   |
| 1941     | Fabio Franco          | Nacional               | 18   |
| 1942     | Francisco Sosa        | Cerro Porteño          | 23   |
| 1943     | Atílio Mellone        | Guaraní                | 27   |
| 1944     | Porfírio Rolón        | Libertad               | 18   |
| 1944     | Sixto Noceda          | Presidente Hayes       | 18   |
| 1945     | Porfirio Rolon        | Libertad               | 18   |
| 1946     | Leocadio Marín        | Olimpia                | 26   |
| 1947     | Leocadio Marín        | Olimpia                | 27   |
| 1948     | Fabio Franco          | Nacional               | 24   |
| 1949     | Darío Jara Saguier    | Cerro Porteño          | 18   |
| 1950     | Darío Jara Saguier    | Cerro Porteño          | 18   |
| 1951     | Antonio Ramón Gómez   | Libertad               | 19   |
| 1952     | Antonio Ramón Gómez   | Libertad               | 16   |
| 1952     | Ruben Fernandez       | Libertad               | 16   |
| 1953     | Antonio Acosta        | Presidente Hayes       | 15   |
| 1954     | Máximo Rolón          | Libertad               | 24   |
| 1955     | Máximo Rolón          | Libertad               | 25   |
| 1956     | Máximo Rolón          | Libertad               | 23   |
| 1957     | Juan Bautista Agüero  | Olimpia                | 14   |
| 1958     | Juan Bautista Agüero  | Olimpia                | 16   |
| 1959     | Ramón Rodríguez       | River Plate            | 17   |
| 1960     | Gilberto Penayo       | Cerro Porteño          | 18   |
| 1961     | Justo Pastor Leiva    | Guaraní                | 17   |
| 1962     | Cecilio Martinez      | Nacional               | 19   |
| 1963     | Juan Cabañas          | Libertad               | 17   |
| 1964     | Genaro García         | Guaraní                | 8    |
| 1964     | A. Jara               | Sol de América         | 8    |
| 1964     | Antonio Gonzalez      | Rubio Ñu               | 8    |
| 1965     | Genaro Garcia         | Guaraní                | 15   |
| 1966     | Celino Mora           | Cerro Porteño          | 14   |
| 1967     | Sebastián Fleitas     | Libertad               | 18   |
| 1968     | Pedro Antonio Cibils  | Libertad               | 13   |
| 1969     | Benicio Ferreira      | Olimpia                | 13   |
| 1970     | Saturnino Arrúa       | Cerro Porteño          | 19   |
| 1971     | Cristóbal Maldonado   | Libertad               | 11   |
| 1972     | Saturnino Arrúa       | Cerro Porteño          | 17   |
| 1973     | Mario Beron           | Cerro Porteño          | 15   |
| 1973     | Clemente Rolon        | River Plate            | 15   |
| 1974     | Mario Beron           | Cerro Porteño          | 10   |
| 1974     | Fermín Cabrera        | Sp. Luqueño            | 10   |
| 1975     | Hugo Kiesse           | Olimpia                | 12   |
| 1976     | Arsenio Meza          | River Plate            | 11   |
| 1977     | Gustavo Fanego        | Guaraní                | 12   |
| 1978     | Enrique Villalba      | Olimpia                | 10   |
| 1979     | Edgar Ozuna           | Capitán Figari         | 10   |
| 1980     | Miguel Michelagnoli   | Olimpia                | 11   |
| 1981     | Eulalio Mora          | Guaraní                | 9    |
| 1982     | Pedro Fernández       | River Plate            | 13   |
| 1983     | Rafael Bobadilla      | Olimpia                | 14   |
| 1984     | Amancio Mereles       | River Plate            | 12   |
| 1984     | Milcíades Morel       | Cerro Porteño          | 12   |
| 1985     | Adriano Samaniego     | Olimpia                | 19   |
| 1986     | Félix Torres          | Sol de América         | 13   |
| 1987     | Félix Brítez Román    | Cerro Porteño          | 11   |
| 1988     | Raúl Vicente Amarilla | Olimpia                | 17   |
| 1989     | Jorge López           | Sp. San Lorenzo        | 16   |
| 1990     | Buenaventura Ferreira | Libertad Cerro Porteño | 17   |
| 1990     | Julio Romero          | Sp. Luqueño            | 17   |
| 1991     | Carlos Luis Torres    | Olimpia                | 12   |
| 1991     | Lilio Torales         | Colegiales             | 12   |
| 1992     | Felipe Nery Franco    | Libertad               | 13   |
| 1993     | Francisco Ferreira    | Sp. Luqueño            | 13   |
| 1994     | Héctor Núñez          | Cerro Porteño          | 27   |
| 1995     | Héctor Núñez          | Cerro Porteño          | 17   |
| 1996     | Arístides Rojas       | Guaraní                | 22   |
| 1997     | Luis Molinas          | Nacional Tembetary     | 13   |
| 1998     | Mauro Caballero       | Olimpia                | 21   |
| 1999     | Gauchinho             | Cerro Porteño          | 22   |
| 2000     | Francisco Ferreira    | Cerro Porteño          | 23   |
| 2001     | Mauro Caballero       | Cerro Porteño Libertad | 13   |
| 2002     | Juan Samudio          | Libertad               | 23   |
| 2003     | Erwin Ávalos          | Cerro Porteño          | 17   |
| 2004     | Juan Samudio          | Libertad               | 22   |
| 2005     | Dante López           | Nacional Olimpia       | 21   |
| 2006     | Hernán Rodrigo López  | Libertad               | 27   |
| 2007     | Fabio Ramos           | Nacional               | 15   |
| 2007     | Pablo Zeballos        | Sol de América         | 15   |
| 2008 A   | Fabio Escobar         | Nacional               | 13   |
| 2008 C   | Édgar Benítez         | Sol de América         | 14   |
| 2009 A   | Pablo César Velázquez | Rubio Ñu               | 16   |
| 2009 C   | César Cáceres Cañete  | Guaraní                | 11   |
| 2010 A   | Pablo Zeballos        | Cerro Porteño          | 16   |
| 2010 A   | Rodrigo Teixeira      | Guaraní                | 16   |
| 2010 C   | Juan Carlos Ferreyra  | Olimpia                | 12   |
| 2010 C   | Roberto Nanni         | Cerro Porteño          | 12   |
| 2011 A   | Pablo Zeballos        | Olimpia                | 13   |
| 2011 C   | Freddy Bareiro        | Cerro Porteño          | 13   |
| 2012 A   | José Ortigoza         | Sol de América         | 13   |
| 2012 C   | José Ariel Núñez      | Libertad               | 13   |
| 2012 C   | Diego Centurión       | Guaraní                | 13   |
| 2013 A   | Julián Benítez        | Nacional               | 13   |
| 2013 C   | Hernán Rodrigo López  | Sp. Luqueño            | 17   |
| 2014 A   | Hernán Rodrigo López  | Libertad               | 19   |
| 2014 A   | Christian Ovelar      | Sol de América         | 19   |
| 2014 C   | Fernando Fernández    | Guaraní                | 17   |
| 2015 A   | Fernando Fernández    | Guaraní                | 11   |
| 2015 A   | José Ortigoza         | Sol de América         | 11   |
| 2015 A   | Santiago Salcedo      | Sol de América         | 11   |
| 2015 C   | Santiago Salcedo      | Sol de América         | 19   |
| 2016 A   | Brian Montenegro      | Nacional               | 17   |
| 2016 C   | Ernesto Álvarez       | Sol de América         | 14   |
| 2016 C   | Cecilio Domínguez     | Cerro Porteño          | 14   |
| 2017 A   | Santiago Salcedo      | Libertad               | 15   |
| 2017 C   | Diego Churín          | Cerro Porteño          | 11   |
| 2017 C   | Rodrigo Bogarín       | Guaraní                | 11   |
| 2018 A   | Néstor Camacho        | Olimpia                | 14   |
| 2018 C   | Óscar Cardozo         | Libertad               | 15   |
| 2019 A   | William Mendieta      | Olimpia                | 11   |
| 2019 A   | Roque Santa Cruz      | Olimpia                | 11   |
| 2019 C   | Roque Santa Cruz      | Olimpia                | 14   |
| 2020 A   | Sebastián Ferreira    | Libertad               | 13   |
| 2020 C   | Jorge Recalde         | Olimpia                | 9    |
| 2021 A   | Leonardo Villagra     | Nacional               | 10   |
| 2021 C   | Sebastián Ferreira    | Libertad               | 9    |
| 2021 C   | Lorenzo Melgarejo     | Libertad               | 9    |
| 2022 A   | Fernando Fernández    | Guaraní                | 13   |
| 2022 C   | Derlis González       | Olimpia                | 12   |
| 2023 A   | Óscar Cardozo         | Libertad               | 10   |
| 2023 C   | Óscar Cardozo         | Libertad               | 11   |
| 2024 A   | Cecilio Domínguez     | Cerro Porteño          | 11   |